# Tomášovo evangelium

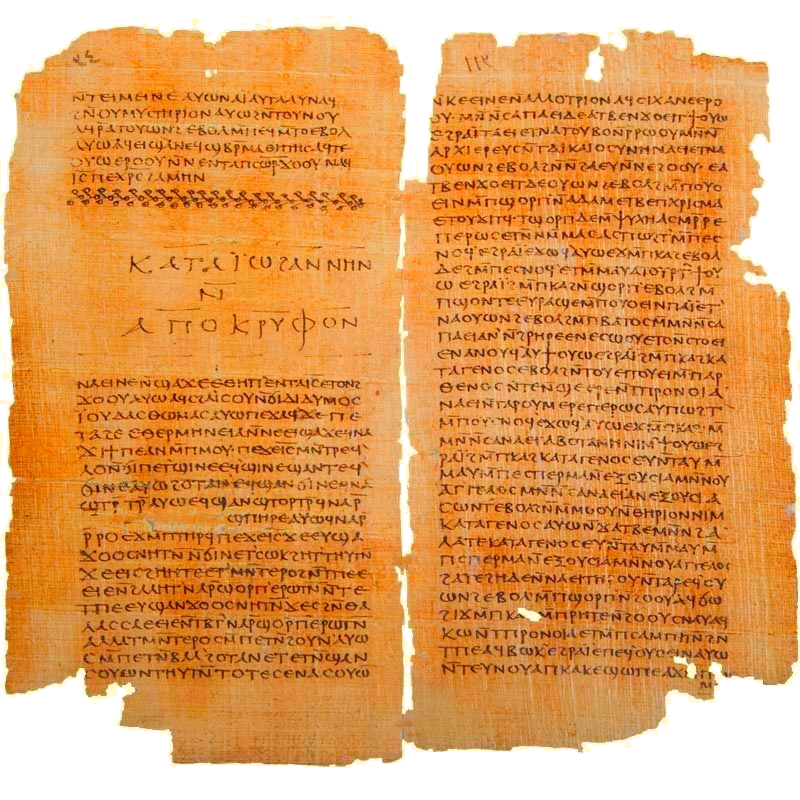
Codex II z Nag Hammádí (Tomášovo evangelium)

Tomášovo evangelium (TmEv, rovněž Evangelium podle Tomáše) je apokryfní sbírka 114 výroků připisovaných Ježíšovi. V úplnosti se dochovalo na papyrovém koptském rukopise, objeveném roku 1945 v egyptském Nag Hammádí. Tento rukopis bývá datován do doby kolem roku 340. Dochovaly se řecké zlomky Tomášova evangelia, pocházející přibližně z roku 200 a objevené již v roce 1898 v Oxyrhynchu.

## Historie

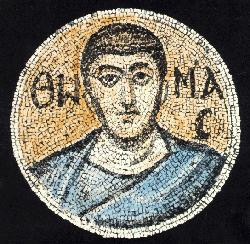
Mozaika s vyobrazením apoštola Tomáše

Tomášovo evangelium je součástí knihovny objevené po druhé světové válce v Horním Egyptě. Nicméně o jeho existenci se vědělo již dříve. Jeho úryvky byly známy z řeckých papyrů nalezených v egyptském Oxyrhynchu. Historici se shodují, že datovat Tomášovo evangelium je složité, jelikož se jedná o údajné logie, a ne o životopis. Například americký historik Richard Valantis se domnívá, že evangelium mohlo být sepsáno někdy kolem roku 100 našeho letopočtu. Převažují však dva názory: jeden, který datuje Tomášovo evangelium do období kolem 50. – 100. roku našeho letopočtu, tedy ve stejné době, jako vznikla kanonická evangelia, a druhý, který jej datuje do 2. století n. l. V takovém případě by jeho autorem tedy nemohl být apoštol Tomáš, podle kterého je evangelium pojmenováno. 
Jeho konečná podoba pochází patrně z druhého století, zatímco jeho koptský přepis nalezený v Nag Hammádí pochází ze 4. století. Za místo vzniku evangelia může být považována Sýrie, jelikož odtud pochází několik dalších Tomášových spisů. Obecně se[kdo?] usuzuje, že jako předloha pro toto evangelium posloužila nedochovaná sbírka Ježíšových výroků, označována jako Q. Tomášovo evangelium nebylo zařazeno do křesťanského biblického kánonu, je tedy označováno jako evangelium apokryfní. V češtině vydáno v roce 1981 v překladu Petra Pokorného.

## Obsah
Tomášovo evangelium není evangeliem životopisným, nýbrž obsahuje sbírku údajných Ježíšových výroků (logií). Podle členění obsahuje sbírka 114 Ježíšových výroků. Některé výroky mohou být brány jako dva a více, jiné dva zase jako jeden dle návaznosti textu, členění tedy není tolik směrodatné.
Tomášovo evangelium obsahuje sbírku 114 Ježíšových skrytých výroků, které podle prologu „pověděl živý Ježíš a které zapsal Didymos Juda Tomáš“. Většina, ale ne všechny výroky, začínají slovy „Ježíš řekl“ a je mu přisuzováno jejich autorství, další výroky jsou přisuzovány Ježíšovým učedníkům, kdy se většinou ptají a „on“ (tedy nejspíše Ježíš) jim odpovídá. Některé výroky není tak snadné zařadit, či někomu přisoudit (např. Logion 1 „ A on řekl: Kdo najde těchto výroků, neokusí smrt.“). Tady ono „on“ může označovat jak Tomáše, tak i Ježíše. Mnoho z výroků obsažených v Tomášově evangeliu se snaží o vlastní paralelu výroků kanonických evangelií, např.: „Ježíš řekl: Blahoslaveni chudí, neboť vám patří království nebe.“ (Lk 6,20). Shodné výroky se nacházejí v Markovi, Matoušovi, Lukášovi, ale i listech Pavlových, v Tomášově podání jsou ve většině případů významově posunuty a cca 20 % výroků je totožných. Některá logia jsou však pro Tomášovo evangelium zcela unikátní.

## Srovnáni s ostatními evangelii
Materiál v srovnávací tabulce je z publikací Gospel Parallels od B. H. Throckmortona, The Five Gospels od R. W. Funka, The Gospel According to the Hebrews od E. B. Nicholsona a z The Hebrew Gospel and the Development of the Synoptic Tradition od J. R. Edwardse.
| Pojem                    | Matouš, Marek, Lukáš | Jan                                                                      | Tomáš                                                                                          |
| ------------------------ | --- | ------------------------------------------------------------------------ | ---------------------------------------------------------------------------------------------- |
| Nová smlouva             | Milovat boha nadevše a bližního svého jako sám sebe(Mk 12,28-31)                                                                                         | Láska je nové přikázání, které dal Ježíš(Jan 13:34), milujte se navzájem | Tajné poznání, milovat své přátele                                                             |
| Odpuštění                | Velmi důležité – obzvlášť v ev. podle Matouše a Lukáše                                                                                                   | Považováno za důležité                                                   | Zmíněno odpuštění rouhání proti Bohu Otci a Synu, ale ne odpuštění proti rouhání Duchu Svatému |
| modlitba Páně            | Nachází se v ev. podle Matouše a Lukáše | Nezmíněno                                                                | Nezmíněno                                                                                      |
| Bohatství a Chudoba      | Velmi důležité, ve všech třech evangeliích(Matouš 19:16, Marek 10:17 a Lukáš 8:18)                                                                       | Považováno za důležité(Jan 12:8)                                         | Důležité(Logion 54)                                                                            |
| Ježíš začíná svoje učení | Ježíš potkává Jana Křtitele a je pokřtěn v 15.roce vlády císaře Tiberia                                                                                  | Ježíš potkává Jana Křtitele, 46 let po stavbě Herodium(Jan 2:20)         | Pouze mluví o Janu Křtiteli (Logion 46)                                                        |
| Počet učedníků           | Dvanáct(Mt 10:1, Mk 6:8, Lk 9:3) | Dvanáct(Jan 13:23)                                                       | Nezmíněno(Logion 13)                                                                           |
| Vnitřní kruh apoštolů    | Svatý Petr, Svatý Ondřej, Jakub Starší a Jan Teolog | Svatý Petr, Ondřej, Jakub Starší a sv. Jan Teolog - miláček Páně         | Svatý Tomáš, Jakub Spravedlivý, Petr, Ondřej, Jakub Starší a Jan                               |
| Další Apoštolové         | Filip, Bartoloměj, Matouš, Tomáš, Jakub, Šimon Zealot, Juda Tadeáš a Jidáš Iškariotský                                                                   | Filip, Nathanael, Tomáš, Juda a Jidáš Iškariotský                        | Petr, Matouš, Mariam, a Salome                                                                 |
| Možní autoři             | Neznámý, Ačkoli několik církevních otců tvrdí, že Matouš napsal evangelium Hebrejům, mlčí o řecké verzi evangelia. Evangelista Marek, Evangelista Lukáš. | Apoštol Jan, Irenaeus to jako první navrhl.                              | Neznámý                                                                                        |
| Neposkvrněné početí      | Popsáno Matoušem a Lukášem | Nezmíněno                                                                | Nezmíněno                                                                                      |
| Ježíšův křest            | Popsán | Popsán(Jan 1:32–34)                                                      | Chybí                                                                                          |
| Zázraky                  | Mnoho zázraků | Sedm znamení                                                             | N/A                                                                                            |
| Doba Ježíšova působení   | Není zmíněna, pravděpodobně 3 roky podle Podobenství o fíkovníku (Lukáš 13)                                                                              | 3 roky(4 Paschy)                                                         | N/A                                                                                            |
| Paschální večeře         | tělo a krev = chléb a víno | Přerušení večeře kvůli mytí nohou                                        | N/A                                                                                            |
| Zmrtvýchvstání           | Marie Magdalena a Ježíšovy ženské učednice se první dozví, že Ježíš vstal z mrtvých                                                                      | Jan přidává detaily vzkříšení z pohledu Marie                            | N/A                                                                                            |